# Celler Cooperatiu d'Espolla
El Celler Cooperatiu d'Espolla és una cooperativa agrícola situada al poble d'Espolla, a l'Alt Empordà. Fou fundat el 1931 a partir del sindicat agrícola local fundat anys abans pel mestre i polític local Antoni Balmanya i Ros. En un primer moment només s'encarregava de l'elaboració i comercialització de vi, però una mica més tard s'hi va incorporar l'oli, amb l'absorció del Trull d'oli cooperatiu.
En origen era una cooperativa d'àmbit local, però a poc a poc han estat diversos els pagesos dels municipis del voltant que s'hi han associat i també s'ha fusionat diferents cooperatives d'altres pobles, com la de Masarac o la Ricardell de Pont de Molins. En l'actualitat és el celler cooperatiu més important de la DO Empordà.
Els vins i que es produeixen són els típics de la DO i han donat prestigi al Celler i al poble. Cal destacar com a vins importants els que s'etiqueten sota la marca Espolla (blanc, rosat i negre), el blanc amb base de macabeu, i les especialitats Espolla Criança, Castell de Panissars Blanc, Castell de Panissars Criança, Clos de les Dòmines i els vins dolços a base de garnatxa o moscat. Pel que fa a l'oli s'embotella sota la marca Formentals.

## Edifici del celler
Està situat al sud del nucli urbà de la població d'Espolla, a la sortida del poble per la carretera que porta a Roses.
És un edifici aïllat de planta irregular format per tres grans cossos adossats que delimiten una zona de pati al mig. Els diferents cossos són de planta rectangular, amb les cobertes de teula de dues vessants i organitzats en una única planta. Les obertures són majoritàriament rectangulars i d'arc de mig punt, tot i que el portal d'accés a la nau principal és d'arc rebaixat. Damunt seu, una placa de rajola vidrada recorda l'ús destinat a la construcció. A l'interior hi ha instal·lada la sala de cups de formigó organitzats en tres fileres, dues de laterals i una central, i la sala de premses i la maquinària, que estan situades a la banda nord-est de l'edifici. La nau està coberta amb un sistema d'arcs apuntats bastits amb maons i recolzats als murs laterals. Aquests arcs suporten les bigues de ferro que alhora aguanten l'encavallada de fusta i la teulada exterior, i són l'element més destacable del conjunt. A la banda sud d'aquest conjunt es construí, aïllat, l'edifici per al trull d'oli. De planta rectangular, amb la coberta de dues vessants i les obertures d'arc de mig punt bastides amb maons.
La construcció està bastida amb pedra sense treballar de diverses mides i filades de maons, tot lligat amb morter. La façana principal de l'edifici del trull i la nau de les botes de fusta estan arrebossades i pintades de color groc.

## Història
Les instal·lacions es varen inaugurar el dia 8 de novembre de 1931, en uns terrenys donats pel Marquès de Camps. Era el primer celler cooperatiu de la comarca, dissenyat per l'arquitecte Pelai Martínez Paricio. Fou iniciativa del Sindicat Agrícola fundat el 1906 per un grup de viticultors que volien millorar i revaloritzar el que produïen individualment i comercialitzaven amb dificultats. Un cop construïda la nau principal (1931) es va edificar l'edifici per al trull d'oli, sense cap tècnic responsable. Posteriorment, l'any 1948 es construí la sala de les bótes de fusta que havia estat projectada per Pelai Martínez. L'any 1957 es va construir la nau del laboratori i la botiga i, finalment, el 1961 es va realitzar l'ampliació de la nau principal envers l'oest, obra de l'arquitecte R. Giralt de Girona, en aquell moment arquitecte municipal de Figueres, tot i que va seguir els criteris marcats per Pelai Martínez.